# Šinobus
Šinobus je lagano željezničko vozilo koji dijeli mnoge aspekte svoje konstrukcije s autobusom, obično ima karoseriju autobusa (izvornu ili modificiranu) i četiri kotača na fiksnoj osnovi, umjesto na okretnim postoljima. Prvobitno dizajnirani i razvijeni tijekom 1930-ih, šinobusi su evoluirali, dobivajući karakteristike slične lakim motornim vagonima.
Šinobusi su dizajnirani za korištenje posebno na slabo prometnim prugama, ili u gradskom željezničkom prometu.
Najviše su se koristili u zemljama kao što su Njemačka, Italija, Francuska, Ujedinjeno Kraljevstvo i Švedska.
Danas se šinobusi zamjenjuju modernim dizajnom lakih DMU šinskih vagona, te lakom gradskom željeznicom. Moderni dizel-električni šinski vagoni, koji se mogu pokretati spojeni kao više jedinica, poput Stadlera RS1, RegioSprintera od Siemensa ili nasljednika Siemens Desira, dijele ulogu i specifikacije sa šinobusima, (iako s poboljšanjima u pogledu buke, niskopodnog dizajna, učinkovitosti goriva, brzine i drugih mjera), ali za njih se obično više ne koristi izraz "šinobus".

## Vanjske poveznice
- Project «El Expreso Panamericano»